# سیارک ۹۰۰۱
سیارک ۹۰۰۱ (به انگلیسی: 9001 Slettebak، نامگذاری:1981QE2) نه هزار و یکمین سیارک کشف شده‌است که در ۳۰ اوت ۱۹۸۱ کشف شد.
قدر مطلق سیارک برابر ۱۴٫۶۰ است.